# Le grand prêtre Corésus se sacrifie pour sauver Callirhoé
Le grand prêtre Corésus se sacrifie pour sauver Callirhoé est une peinture à l'huile sur toile  de l'atelier de Jean-Honoré Fragonard exécutée en 1765, qui devait servir de carton pour une tapisserie (jamais effectuée) à la manufacture des Gobelins.

## Thème mythologique
Il représente (d'après Pausanias, VII, 21) l'épisode de Callirrhoé et Corésos, prêtre de Dionysos à Calydon, au moment où ce dernier  se plonge un couteau dans le corps, se sacrifiant pour sauver son amante Callirrhoé, évanouie. 

## Histoire
La peinture à l'huile est exposée au Salon de 1765 et permet à Fragonard d'entrer à l'Académie Royale. Elle est acquise par Louis XV et se trouve aujourd'hui conservée au musée du Louvre, à Paris. L'esquisse préparatoire de l'œuvre appartient à la collection du Musée des Beaux-Arts d'Angers, et une étude fait partie de la Real Academia de Bellas Artes de San Fernando à Madrid depuis 1816. Plus tard, Fragonard en crée une esquisse à la craie libre de la même scène, d'une échelle plus petite. Ce dessin se trouve actuellement dans la collection du Metropolitan Museum of Art, à New York.